# Preparatoria Federal (México)

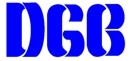
Sistema DGB

Las preparatorias federales establecidas en México a través de la DGB (Dirección General de Bachillerato) la cual es dependiente adscrita de la SEMS (Subsecretaría de Educación Media Superior), que a su vez depende de la SEP (Secretaría de Educación Pública). Existe 1 plantel enteramente federal (La Preparatoria Federal Lázaro Cárdenas), y 110 planteles Federales por Cooperación, todos ellos reciben la clave EMS.

## Preparatoria Federal Lázaro Cárdenas (PFLC)
Es una escuela pública en la ciudad de Tijuana, Baja California que surge en octubre de 1946 como una preparatoria por cooperación. En 1970 adopta el nombre de “Lázaro Cárdenas”, y en 1973, al inaugurar sus propias instalaciones, se constituye como escuela federal por acuerdo presidencial en el sexenio del presidente Luis Echeverría. Actualmente este plantel forma parte del Centro Escolar Agua Caliente en la ciudad de Tijuana.
Cuenta con una población estudiantil de 5,000 alumnos y 200 trabajadores entre personal docente y empleados de apoyo.
Este plantel ofrece las siguientes como opciones académicas como capacitación para el trabajo, las cuales son: 
- Administración
- Comunicación
- Dibujo Arquitectónico.
- Diseño Gráfico.
- Electrónica.
- Laboratorista Clínico.
- Mecánica Dental.
- Promoción Social.
- Tramitación Aduanal.

- Bachillerato Internacional.

En 2014 se crearon 2 planteles públicos más en la ciudad de Tijuana tomando como base este sistema escolar; la Preparatoria Federal Lázaro Cárdenas 1/2 plantel Lomas Virreyes y la Preparatoria Federal Lázaro Cárdenas 1/3 plantel Valle Sur. 
Los equipos deportivos los representan los Jaguares de la PFLC. Sus colores son azul, dorado y blanco. El equipo de fútbol americano es uno de los mejores en Baja California. A lo largo de su historia han logrado el campeonato en múltiples ocasiones y ganando el Tazón Baja.

## Preparatoria Federal por Cooperación (PREFECO'S)
Surgen en el año de 1938 como un proyecto educativo impulsado por el presidente Lázaro Cárdenas. Su principal característica es su forma de sostenimiento en la que intervienen diversas entidades y organismos federales, estatales, municipales, organizaciones sociales y principalmente los interesados en el desarrollo educativo de su comunidad.
La primera preparatoria federal por cooperación se fundó en Piedras Negras, Coahuila. Las preparatorias federales por cooperación (PREFECOS), han contribuido a brindar educación media superior a estudiantes de zonas rurales, aunque, mas en la actualidad se han desempeñado como instituciones encargadas de brindar educación más avanzada gracias a su forma de sostenimiento lo que las ha hecho excelentes opciones para aquellos que requieran una educación de más calidad que la que ofrecen las públicas perse.
Algunos ejemplos de este tipo de instituciones son;
●PREFECO "Melchor Ocampo" (Morelia, Mich)
●PREFECO "Presidente Lazaro Cardenas" (Zacapu, Mich)
●PREFECO "Martires de la Reforma" (La piedad, Mich)
●PREFECO "Sor Juana Ines de la Cruz" (CDMX)
●PREFECO "Albert Einstein" (Juan Galindo, Puebla)
●PREFECO "Puerto Escondido" (San pedro Mixtepec, Oaxaca)
Entre otras.

## Localización
| Estado              | Escuelas | Número único                                                                               |
| ------------------- | -------- | ------------------------------------------------------------------------------------------ |
| Aguascalientes      | 2        | 52/31, 2/72                                                                                |
| Baja California     | 5        | 1/11, 2/11, 3/11, 2/43, 2/105                                                              |
| Baja California Sur | 8        | 2/45, 2/56, 2/58, 2/59, 2/61, 2/119, 2/134, 2/172                                          |
| Campeche            | 2        | 2/159                                                                                      |
| Chihuahua           | 9        | 2/3, 2/8, 2/15, 2/24, 2/36, 2/47, 2/128, 2/132, 2/150                                      |
| Coahuila            | 12       | 2/5, 2/11, 2/89, 2/101, 2/135, 2/164                                                       |
| Guanajuato          | 5        | 2/7, 2/51, 2/71, 2/73, 2/141                                                               |
| Guerrero            | 5        | 2/12, 2/21, 2/50, 2/69, 2/104                                                              |
| Hidalgo             | 15       | 2/20, 2/23, 2/30, 2/35, 2/46, 2/52, 2/53, 2/54, 2/55, 2/65, 2/70, 2/82, 2/98, 2/175, 2/180 |
| Jalisco             | 1        | 2/137                                                                                      |
| Estado de México    | 8        | 2/44, 2/74, 2/88, 2/100, 2/121, 2/142, 2/144, 2/157                                        |
| Michoacán           | 9        | 2/14, 2/16, 2/19, 2/26, 2/34, 2/40, 2/106, 2/140, 2/143                                    |
| Morelos             | 10       | 2/27, 2/42, 2/64, 2/79, 2/84, 2/91, 2/97, 2/123, 2/152, 2/153                              |
| Oaxaca              | 12       | 2/13, 2/17, 2/37, 2/41, 2/68, 2/85, 2/92, 2/96, 2/108, 2/177, 2/179, 2/181                 |
| Puebla              | 9        | 2/22, 2/25, 2/28, 2/48, 2/83, 2/103, 2/114, 2/126, 2/138                                   |
| Sinaloa             | 3        | 2/39, 2/49, 2/77                                                                           |
| Sonora              | 4        | 2/10, 2/33, 2/94, 2/131                                                                    |
| Tabasco             | 1        | 2/18                                                                                       |
| Tamaulipas          | 7        | 2/1, 2/2, 2/4, 2/6, 2/9, 2/78, 2/110                                                       |
| Tlaxcala            | 2        | 2/99, 2/111                                                                                |
| Veracruz            | 12       | 2/29, 2/38, 2/57, 2/63, 2/86, 2/93, 2/118, 2/127, 2/147, 2/155, 2/156, 2/176               |
| Yucatán             | 2        | 2/139                                                                                      |

1 PFLC

## Escuelas hermanas
- Centros de Estudios de Bachillerato
- Centros de Bachillerato Tecnológico Industrial y de Servicios
- Centro de Estudios Tecnológicos, Industriales y de Servicios
- Centros de Bachillerato Tecnológico Agropecuario
- Centros de Bachillerato Tecnológico Forestal
- Centros de Estudios Tecnológicos de Mar
- Centros de Estudios Tecnológicos de Aguas Continentales